# Мартін Штанке
Мартін Штанке (нім. Martin Stahnke, 11 листопада 1888 — 28 лютого 1969) — німецький академічний веслувальник.
Бронзовий призер Олімпійських Ігор 1908 року в складі розпашної двійки без стернового.